# Świńska Turnia

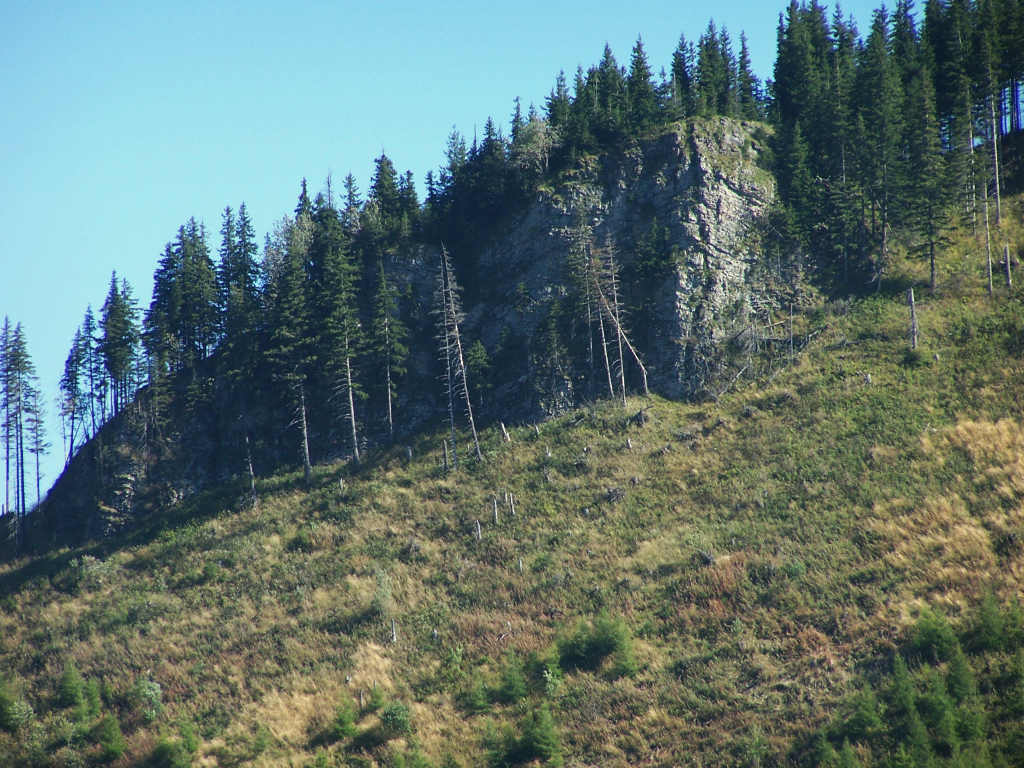
Świńska Turnia – widok z Niżniej Polany Kominiarskiej

Świńska Turnia – pionowe urwisko, którym kończy się od południowo-zachodniej strony szczyt Zadniej Kopki w Tatrach Zachodnich. Zadnia Kopka (1333 m n.p.m.) to jedno z reglowych, zalesionych wzniesień Kościeliskich Kopek znajdujących się pomiędzy Doliną Kościeliską a Doliną Lejową. Świńska Turnia ma wysokość ok. 20 m i zbudowana jest z wapieni, jej wierzchołek jest porośnięty lasem.